# Sásvár
Sásvár a mai Temesremete és Bükkfalva között fekvő hajdani település.
Nevét már az 1332-1337. évi pápai tizedjegyzék is említettete Sasuar néven, tehát már ekkor egyháza is volt. 1429-ben az aradi káptalan határjáró oklevele ugyancsak említették az itteni utat. 1454-ben a települést Szentmiklósi Pongrácz Jakab V. László királytól kapta cserébe. Ekkor már mezőváros volt. 1471-ben Dóczi László és Guthi Országh Lőrincz egyezkedtek volt Mutnoki birtokukon. 1483-ban és 1503-ban a Sásvári Belmosevityek birtoka. 1492-ben egy oklevél már városnak nevezte. A 16. század első éveiben a Sásvári Bradics-család birtoka volt, 1529-ben, pedig Nagylaki Jaksics Márk volt birtokosa. 1530-ban Sásváry István, majd a Malomvízi Kendeffy család és Pásztohi Zsigmond voltak földesurai; 1545-ben Czrepovics Miklós és 1610-ben Kéméndi Várady János.
Sásvár a hódoltság alatt elpusztult. Neve az 1723-1725-ös katonai térképen Susavare néven van feltüntetve.